# Philomeces integricollis
Philomeces integricollis är en skalbaggsart som beskrevs av Hermann Julius Kolbe 1893. Philomeces integricollis ingår i släktet Philomeces och familjen långhorningar. Inga underarter finns listade i Catalogue of Life.